# اليمن الديمقراطي في كأس آسيا

علم اليمن الديمقراطي السابق

شارك منتخب اليمن الديمقراطي لكرة القدم في بطولة واحدة فقط من كأس آسيا، وذلك في نسخة عام 1976. كانت هذه المشاركة الوحيدة في تاريخ الفريق، حتى توحيد اليمن عام 1990.
بعد توحيد اليمن، اتحد منتخبا اليمن الديمقراطي واليمن الشمالي تحت لواء منتخب واحد يمثل الدولة الموحدة. ومع ذلك، لم يُعترف باليمن الديمقراطي كخلف لفريق اليمن الحالي، بل اعتُبر منتخب اليمن الشمالي هو الأساس الذي بُني عليه الفريق الوطني الموحد.

## كأس آسيا 1976
شارك منتخب اليمن الديمقراطي في بطولة كأس آسيا للمرة الأولى والأخيرة عام 1976 واحتل المركز الأخير في مجموعته بعدما خسر مباراتين واستقبلت شباكه 9 أهداف دون أن يسجل أي هدف.

### المجموعة ب
| فريق             | لعب | ف | ت | خ | له | عليه | ف.أ | نقاط |
| ---------------- | --- | - | - | - | -- | ---- | --- | ---- |
| إيران            | 2   | 2 | 0 | 0 | 10 | 0    | +10 | 4    |
| العراق           | 2   | 1 | 0 | 1 | 1  | 2    | −1  | 2    |
| اليمن الديمقراطي | 2   | 0 | 0 | 2 | 0  | 9    | −9  | 0    |

| العراق  | 1–0 | اليمن الديمقراطي |
| ------- | --- | ---------------- |
| وعل 84' |     |                  |

| إيران                                                                 | 8–0 | اليمن الديمقراطي |
| --------------------------------------------------------------------- | --- | ---------------- |
| عزيزي 17'، 73' · نورائي 40'، 42' · خورشيدي 45' · مظلومي 63'، 74'، 80' |     |                  |